# Elezioni suppletive per la Camera dei rappresentanti degli Stati Uniti d'America del 1801
Nel corso del 1801 si tennero elezioni suppletive per la Camera dei rappresentanti per eleggere deputati della Camera nei distretti rimasti vacanti. 

## Risultati

### 8º distretto congressuale della Pennsylvania
Le elezioni suppletive nel 8º distretto congressuale della Pennsylvania si sono tenute il 15 gennaio, in seguito alla morte di Thomas Hartley.
| Partito                            | Partito                                                         | Candidato                          | Risultati 15 gennaio | Risultati 15 gennaio |
| Partito                            | Partito                                                         | Candidato                          | Voti                 | %                    |
| ---------------------------------- | --------------------------------------------------------------- | ---------------------------------- | -------------------- | -------------------- |
|                                    | Democratico-Repubblicano                                        | John Stewart                       | 476                  | 100,00               |
|                                    |                                                                 |                                    |                      |                      |
| Iscritti                           | Iscritti                                                        | Iscritti                           | 542                  | 100,00               |
| ↳ Votanti (% su iscritti)          | ↳ Votanti (% su iscritti)                                       | ↳ Votanti (% su iscritti)          | 542                  | 100,00               |
| ↳ Voti validi (% su votanti)       | ↳ Voti validi (% su votanti)                                    | ↳ Voti validi (% su votanti)       | 476                  | 87,82                |
| ↳ Schede non valide (% su votanti) | ↳ Schede non valide (% su votanti)                              | ↳ Schede non valide (% su votanti) | 66                   | 12,18                |
| ↳ Astenuti (% su iscritti)         | ↳ Astenuti (% su iscritti)                                      | ↳ Astenuti (% su iscritti)         | 0                    | 0,00                 |
|                                    |                                                                 |                                    |                      |                      |
|                                    | Esito: collegio passa da Federalista a Democratico-Repubblicano |                                    |                      |                      |

### Distretto congressuale at-large della Georgia
Le elezioni suppletive nel distretto congressuale at-large della Georgia si sono tenute il 23 marzo, in seguito alla morte di James Jones.
| Partito                            | Partito                                               | Candidato                          | Risultati 23 marzo | Risultati 23 marzo |
| Partito                            | Partito                                               | Candidato                          | Voti               | %                  |
| ---------------------------------- | ----------------------------------------------------- | ---------------------------------- | ------------------ | ------------------ |
|                                    | Democratico-Repubblicano                              | John Milledge                      | 2 644              | 67,26              |
|                                    | Indipendente                                          | William Smith                      | 630                | 16,03              |
|                                    | Indipendente                                          | Peter Van Allen                    | 494                | 12,57              |
|                                    | Federalista                                           | George Jones                       | 163                | 4,15               |
|                                    |                                                       |                                    |                    |                    |
| Iscritti                           | Iscritti                                              | Iscritti                           | 3 931              | 100,00             |
| ↳ Votanti (% su iscritti)          | ↳ Votanti (% su iscritti)                             | ↳ Votanti (% su iscritti)          | 3 931              | 100,00             |
| ↳ Voti validi (% su votanti)       | ↳ Voti validi (% su votanti)                          | ↳ Voti validi (% su votanti)       | 3 931              | 100,00             |
| ↳ Schede non valide (% su votanti) | ↳ Schede non valide (% su votanti)                    | ↳ Schede non valide (% su votanti) | 0                  | 0,00               |
| ↳ Astenuti (% su iscritti)         | ↳ Astenuti (% su iscritti)                            | ↳ Astenuti (% su iscritti)         | 0                  | 0,00               |
|                                    |                                                       |                                    |                    |                    |
|                                    | Esito: collegio confermato a Democratico-Repubblicano |                                    |                    |                    |

### 14º distretto congressuale del Massachusetts
Le elezioni suppletive nel 14º distretto congressuale del Massachusetts si sono tenute il 22 giugno, in seguito alla non accettazione della elezione di George Thatcher.
| Partito                            | Partito                                                         | Candidato                          | Risultati 22 giugno | Risultati 22 giugno |
| Partito                            | Partito                                                         | Candidato                          | Voti                | %                   |
| ---------------------------------- | --------------------------------------------------------------- | ---------------------------------- | ------------------- | ------------------- |
|                                    | Democratico-Repubblicano                                        | Richard Cutts                      | 634                 | 55,57               |
|                                    | Federalista                                                     | John Lords                         | 394                 | 34,53               |
|                                    | Indipendente                                                    | Benjamin Greene                    | 113                 | 9,90                |
|                                    |                                                                 |                                    |                     |                     |
| Iscritti                           | Iscritti                                                        | Iscritti                           | 1 141               | 100,00              |
| ↳ Votanti (% su iscritti)          | ↳ Votanti (% su iscritti)                                       | ↳ Votanti (% su iscritti)          | 1 141               | 100,00              |
| ↳ Voti validi (% su votanti)       | ↳ Voti validi (% su votanti)                                    | ↳ Voti validi (% su votanti)       | 1 141               | 100,00              |
| ↳ Schede non valide (% su votanti) | ↳ Schede non valide (% su votanti)                              | ↳ Schede non valide (% su votanti) | 0                   | 0,00                |
| ↳ Astenuti (% su iscritti)         | ↳ Astenuti (% su iscritti)                                      | ↳ Astenuti (% su iscritti)         | 0                   | 0,00                |
|                                    |                                                                 |                                    |                     |                     |
|                                    | Esito: collegio passa da Federalista a Democratico-Repubblicano |                                    |                     |                     |

### 8º distretto congressuale della Carolina del Nord
Le elezioni suppletive nel 8º distretto congressuale della Carolina del Nord si sono tenute il 6 agosto, in seguito alle dimissioni di David Stone.
| Partito                            | Partito                                                         | Candidato                          | Risultati 6 agosto | Risultati 6 agosto |
| Partito                            | Partito                                                         | Candidato                          | Voti               | %                  |
| ---------------------------------- | --------------------------------------------------------------- | ---------------------------------- | ------------------ | ------------------ |
|                                    | Democratico-Repubblicano                                        | Charles Johnson                    | 2 160              | 53,15              |
|                                    | Democratico-Repubblicano                                        | Thomas Wynns                       | 1 903              | 46,83              |
|                                    | Democratico-Repubblicano                                        | Thomas Johnston                    | 1                  | 0,02               |
|                                    |                                                                 |                                    |                    |                    |
| Iscritti                           | Iscritti                                                        | Iscritti                           | 4 064              | 100,00             |
| ↳ Votanti (% su iscritti)          | ↳ Votanti (% su iscritti)                                       | ↳ Votanti (% su iscritti)          | 4 064              | 100,00             |
| ↳ Voti validi (% su votanti)       | ↳ Voti validi (% su votanti)                                    | ↳ Voti validi (% su votanti)       | 4 064              | 100,00             |
| ↳ Schede non valide (% su votanti) | ↳ Schede non valide (% su votanti)                              | ↳ Schede non valide (% su votanti) | 0                  | 0,00               |
| ↳ Astenuti (% su iscritti)         | ↳ Astenuti (% su iscritti)                                      | ↳ Astenuti (% su iscritti)         | 0                  | 0,00               |
|                                    |                                                                 |                                    |                    |                    |
|                                    | Esito: collegio passa da Federalista a Democratico-Repubblicano |                                    |                    |                    |

## Riepilogo
| Dat        | Stato             | Collegio | Parlamentare uscente | Partito                  | Parlamentare eletto | Partito                  |
| ---------- | ----------------- | -------- | -------------------- | ------------------------ | ------------------- | ------------------------ |
| 15 gennaio | Pennsylvania      | 8°       | Thomas Hartley       | Federalista              | John Stewart        | Democratico-Repubblicano |
| 23 marzo   | Georgia           | At-large | James Jones          | Democratico-Repubblicano | John Milledge       | Democratico-Repubblicano |
| 22 giugno  | Massachusetts     | 14°      | George Thatcher      | Federalista              | Richard Cutts       | Democratico-Repubblicano |
| 6 agosto   | Carolina del Nord | 8°       | David Stone          | Federalista              | Charles Johnson     | Democratico-Repubblicano |